# Chaetomyzus rhododendrophila
Chaetomyzus rhododendrophila är en insektsart. Chaetomyzus rhododendrophila ingår i släktet Chaetomyzus och familjen långrörsbladlöss. Inga underarter finns listade i Catalogue of Life.